# Epilissus apotolamproides
Epilissus apotolamproides là một loài bọ cánh cứng trong họ Bọ hung (Scarabaeidae).